# Белогорлый лесной хомяк
Белогорлый лесной хомяк (лат. Neotoma albigula) — представитель семейства Хомяковые. Распространён в Мексике и США. Населяет кустарниковые чащи, леса и редколесья, до 2800 м над уровнем моря. Также может селиться в старых зданиях и других постройках.
Эти грызуны селятся группами примерно до 100 особей, строят жилища, размещая их среди камней, под деревьями и в кустарниках. Диаметр такого сооружения может достигать до 2 м, чаще всего снаружи оно похоже просто на большую кучу веток, чем-то похожую на шалаш. Питаются белогорлые лесные хомяки различной растительной пищей, такой как семена, орехи, грибы, разные части растений. При необходимости могут долгое время не пить, поедая мякоть кактусов. Детёныши хомяков обычно рождаются весной, возможно в начале июня. В потомстве может быть от 1 до 4 детёнышей.